# Calle José María Uriburu (Formosa)
La calle José María Uriburu, o simplemente Uriburu, José Uriburu, es una arteria vial muy transitada e importante, debido a que es la paralela de la Avenida Principal, 25 de Mayo. Es la calle N.º 59 y lleva el nombre del dos veces gobernador de Formosa, entre 1893 - 1897 y 1897 - 1901, el Coronel José María Uriburu (1846 - 1909).

## Historia y Recorrido
La calle nace en 1879, con el nombre de Industria. En 1897, durante la gestión del gobernador José María Uriburu, se instala el Mirador de Cabral, en lo que comprendía las calles San Martín e Industria (actualmente José María Uriburu y San Martín), debido a esto, en 1920 la Municipalidad de Formosa decide reemplazar el nombre Industria, por Jose María Uriburu. El sector comercial, y las casas se comenzaron a construir en el lado Este de la ciudad. Durante los años la ciudad se fue poblando, y se extendió para el Oeste de la Ciudad. Todo eso constituye, el microcentro formoseño. La calle nace su recorrido en la calle San Martín, y finaliza sobre la Av. de los Paraísos, al 6500. Sobre dicho recorrido, en el centro, se cruza con las siguientes calles:
- San Martín, donde nace
- Belgrano
- Rivadavia
- Moreno
- Deán Funes
- Padre Patiño
- Mitre
- Eva Perón
- Fontana
- Av. 9 de Julio
- Sarmiento
- Julio A. Roca
- Córdoba
- Fortín Yunká
- Libertad
- Jujuy
- Padre Grotti y la avenida Pantaleón Gómez.